# 天体测量学

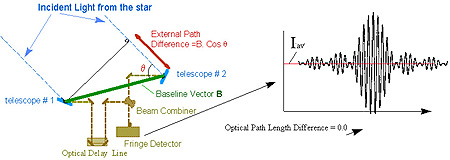
使用光學波長干涉儀精確的測量恆星位置的圖解Courtesy NASA/JPL-Caltech.

天体测量学或測天學（astrometry）是天文学中最古老也是最基礎的一個分支，主要以測量恆星的位置和其他會運動天體的距離和動態。他是傳統科學中的一個子科目，後來發展出以定性研究為主體的位置天文學。天文測量學的歷史，在西方可以追溯到喜帕恰斯，他編輯了第一本的星表，列出了肉眼可見的恆星並發明了到今天仍沿用的視星等的尺標。現代的天體測量學建立在白塞耳的基本星表上，這是以布拉德雷在西元1750至1762年間的測量為基礎，提供了3,222顆恆星的平均位置。
除了提供天文學家基本的參考座標系作為他們在天文觀測報告之用外，天文測量學也是天體力學、恆星動力學和星系天文學等學門的基礎。在觀測天文學中，天文測量的技術協助鑑別出各種天體獨特的運動。他的設備也用於守時（keeping time），因為協調世界時（UTC）是在確切觀測地球自轉的基礎上，以閏秒的調整與原子時間取得協調與一致。天文測量學也與極端複雜的宇宙距離尺度有所關聯，因為他用於建立視差以估計銀河系內恆星的距離。

## 发展历史
古时候人们为了辨别方向、确定时间，创造出日晷和圭表来。古代天文学家为了测定星星的方位和运动，又设计制造了许多天体测量的仪器。通过对星空的观察，将星空划分成许多不同的星座，并编製了星表。通过对天体的测量和研究形成了早期的天文学。直到十六世纪中叶，哥白尼提出了日心体系学说，從只是单纯描述天体位置、运动的经典天体测量学，发展成寻求造成这种运动力学机制的天体力学。

## 天文測量學的進展
- 日晷曾有效的測量時間。
  - 中國最古老的河南登封觀星台是大型的圭表，在沒有鐘錶和日曆的時代，以日影的長短來訂四時。
- 星盤被發明用來測量天體的高度角。
- 天體測量的應用導致球面幾何學的發展。
- 第谷小心的測量行星運動，導致刻卜勒推論出地球繞著太陽公轉的哥白尼原理。
- 六分儀戲劇化的被用於測量天體間的角度。
- 布拉德雷以精確的中星儀測量出年周光行差，證明了地球繞日公轉。
- 電子耦合放大器（CCD）的發展，並且在1980年代被天文學家所接受，改進了專業天文學家在觀測工作上的精確度。
- 發展出低價位的電子耦合放大器與應用軟體，並且大規模的應用在望遠鏡上，使得業餘天文學家也能夠觀察和發現小行星。
- 從1983至1993年，歐洲太空總署的依巴谷衛星（Hipparcos）進行的天體位置測量，編製了精確至20-30微角秒，超過百萬顆恆星的位置表。

## 天文測量
天文測量是量度恆星和行星運動的科學。在1990年代，天文測量被用於檢測軌道繞著個別地外太陽系的氣體巨星。經由觀察恆星擺動和計算造成這種擺動所需的重力，然後可以推算造成這種影響的行星的質量。

## 研究对象
天文學家利用天體測量的技術來追蹤近地小行星，也利用天體位置微小的週期性變動，這是行星與恆星互繞質量中心產生的位置偏移，用來搜尋系外行星。NASA計畫在太空干涉儀任務（SIM行星搜尋）中，應用天體測量的技術來偵測在200光年的距離內，或是最接近的類太陽恆星中，可能存在的類地行星。
天體測量學的測量結果被用來修正天文物理學家在天體力學下建立的一些模型。基於測量得到的中子星速度，可能會導致超新星爆炸是非對稱的結論。同樣的，天體測量的結果也用於確認暗物質在星系內的分布狀態。

## 研究方法
通过研究天体投影在天球上的坐标，在天球上确定一个基本参考坐标系，来测定天体的位置和运动，这种参考坐标系，就是星表。在实际应用中，可用于大地测量、地面定位和导航。地球自转和地壳运动，会使天球上和地球上的坐标系发生变化。为了修正这些变化，建立了时间和极移服务，进而研究天体测量学和地学的相互影响。
古代的天体测量手段比较落后，只能凭肉眼观测，对于天体测量的范围有限。随着时代的发展，发现了红外线、紫外线、X射线和γ射线等波段，天体测量范围从可见光观测发展到肉眼不可见的领域，可以观测到数量更多的、亮度更暗的恒星、星系、射电源和红外源。随着各种精密测量仪器的出现，测量的精度也逐渐提高。

## 历史成就
- 远古时候，并没有现在的时钟和日历，人们通过对太阳的观察，发明了日晷，根据阴影的长短来判断时间。
- 為紀念這一學科的重要性，小行星25000以“天體測量”（Astrometria）命名。

## 分支体系
- 球面天文学
- 方位天文学
- 实用天文学
- 天文地球动力学

## 相关作品
科幻小說
- 在科幻小說《星際爭霸戰》中，天體測量儀曾在許多的場景中以各種不同的型態出現。